# Siolmatra
Siolmatra es un género con ocho especies de plantas con flores perteneciente a la familia Cucurbitaceae. 

## Especies seleccionadas
| - Siolmatra amazonica - Siolmatra brasiliensis - Siolmatra mexiae - Siolmatra paraguayensis | - Siolmatra pedatifolia - Siolmatra pentaphylla - Siolmatra peruviana - Siolmatra simplicifolia |